# تشيغوزي إدوجي
تشيغوزي إدوجي (بالبلغارية: Шалозе Удоджи)‏ (16 يوليو 1986 بلاغوس في نيجيريا - ) هو لاعب كرة قدم بلغاري في مركز الوسط. شارك مع منتخب بلغاريا تحت 21 سنة لكرة القدم. أما مع النوادي، فقد لعب مع أريس تسالونيكي ودينامو مينسك وسسكا صوفيا وكينغداو جونون ونادي أتروميتوس ونادي أسترا جورجو ونادي أستيراس تريبوليس ونادي براشوف ونادي بلاتانياس ونادي ليلستروم وفيهرين ساندانسكي وإينوسيس نيون باراليمني ‏.

## وصلات خارجية
- تشيغوزي إدوجي على موقع الاتحاد الأوربي (الإنجليزية)
- تشيغوزي إدوجي على موقع قاعدة بيانات كرة القدم.إي يو (الإنجليزية)
- تشيغوزي إدوجي على موقع Soccerway.com (الإنجليزية)
- تشيغوزي إدوجي على موقع عالم كرة القدم.نت (الإنجليزية)
- تشيغوزي إدوجي على موقع AS.com (الإسبانية)